# Obrovac (Banja Luka)
Pour les articles homonymes, voir Obrovac.
Obrovac (en serbe cyrillique : Обровац) est un village de Bosnie-Herzégovine. Il est situé sur le territoire de la ville de Banja Luka et dans la république serbe de Bosnie. Selon les premiers résultats du recensement bosnien de 2013, il compte 499 habitants.

## Démographie

### Évolution historique de la population dans la localité
| 1948 | 1953 | 1961  | 1971  | 1981  | 1991  | 2013 |
| ---- | ---- | ----- | ----- | ----- | ----- | ---- |
| -    | -    | 1 436 | 1 345 | 1 259 | 1 046 | 499  |

|  |